# Ewa Waszkiewicz
Ewa Waszkiewicz – polska politolożka, doktor habilitowana nauk humanistycznych, profesor nadzwyczajny w Instytucie Politologii Uniwersytetu Wrocławskiego (UWr).

## Życiorys
W 2002 na podstawie dorobku naukowego i rozprawy pt. Kongregacja Wyznania Mojżeszowego na Dolnym Śląsku na tle polityki wyznaniowej Polskiej Rzeczypospolitej Ludowej 1945-1968 uzyskała na Wydziale Nauk Społecznych Uniwersytetu Wrocławskiego stopień naukowy doktora habilitowanego nauk humanistycznych w zakresie nauk o polityce, specjalność - nauki o polityce. Obok zatrudnienia w UWr była także profesorem w Katedrze Politologii Wyższej Szkoły Zarządzania i Finansów we Wrocławiu.
W 2005 pełniła funkcję pełnomocnika Wojewody Dolnośląskiego ds. Równego Statusu Kobiet i Mężczyzn.

## Wybrane publikacje
- Kongregacja Wyznania Mojżeszowego na Dolnym Śląsku na tle polityki wyznaniowej Polskiej Rzeczypospolitej Ludowej 1945-1968, Wrocław: Wydawnictwo Uniwersytetu Wrocławskiego, 1999.
- Doktryna hitlerowska wśród mniejszości niemieckiej w województwie śląskim w latach 1918-1939, Wrocław: Wydawnictwo Uniwersytetu Wrocławskiego, 2001.
- Współcześni Żydzi. Polska i diaspora (wybrane zagadnienia), Wrocław: Wydawnictwo Uniwersytetu Wrocławskiego, 2007[3].